# Bianco rosso celeste - Cronaca dei giorni del Palio di Siena
Bianco rosso celeste - Cronaca dei giorni del Palio di Siena è un documentario sul Palio di Siena girato nel 1962 da Luciano Emmer e uscito nel 1963.
Il documentario racconta le fasi della carriera del 16 agosto 1962, vinto dalla Contrada del Drago con il fantino Antonio Trinetti detto "Canapetta" sulla cavalla Beatrice.
Sono proposte molte interviste ed immagini inedite, tra cui:
- dei dialoghi con il Capitano della Contrada della Pantera, il compianto Ettore Bastianini, celebre baritono di fama internazionale;
- un'intervista ai fantini e al mossiere nell'entrone prima di una prova del Palio;
- un'intervista al mangino della Contrada della Chiocciola;
- un'intervista ai fantini ricoverati in ospedale subito dopo il Palio.